# 埃斯比约
埃斯比约（丹麥語：Esbjerg，發音：[ˈesˌpjɛɐ̯ˀ] ⓘ）是丹麦西南部南丹麦大區埃斯比約市鎮内的海港及行政中心。位于日德兰半岛西海岸，海拔50米，面积741平方公里，人口114,381人（2006年），名列丹麦第5大城市。

## 政治
2007年, 埃斯比约合并了布拉明和里伯。现任市长杰斯帕·弗罗斯特·拉斯穆森。

## 交通
渡轮将埃斯比约与西面的凡岛连接起来，还可跨越北海到达英国的哈里奇（Harwich）。 
埃斯比约火车站由丹麦国家铁路经营。埃斯比约是从哥本哈根出发的城际列车的西部终点站，行程3小时，此外也开行前往腓特烈西亚的列车。 
埃斯比约是一个大型铁路与公路交通枢纽，还有一个机场。该市拥有许多博物馆、剧院和几座图书馆。
埃斯比约的城市系环绕港口兴建，创建于1868年，以取代丹麦原来最重要的北海港口Altona。1874年，埃斯比约通过铁路与腓特烈西亚和瓦德连接起来。

## 經濟
该市一度曾是丹麦最大的渔港，渔港仍是该市经济活动的动力。除了渔业以外，埃斯比约也是丹麦北海油田的基地港。